# ديفيد مانينغ (دبلوماسي)
ديفيد مانينغ (بالإنجليزية: David Manning)‏ هو شخصية أعمال ودبلوماسي بريطاني، ولد في 5 ديسمبر 1949.